# Radu-Anton Maier

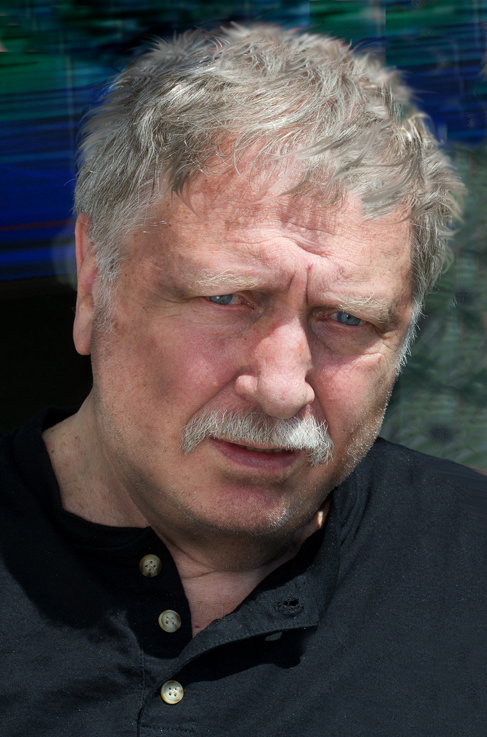
Radu-Anton Maier, 2012

Radu-Anton Maier (* 28. April 1934 in Klausenburg (Siebenbürgen) / Rumänien) ist ein deutscher Maler, Grafiker, Zeichner und Buchillustrator. Er zählt zu den „Koryphäen der explosiven Generation der 1970er Jahre“. Seine Kreationen sind eine Symbiose aus klassischen Themen und modernen Techniken, geprägt durch den konsequenten Bruch mit einer vorangegangenen uniformen Tradition.

## Leben
Radu, wie sein Künstlername lautet, begann 1956 seine künstlerische Ausbildung an der Kunstakademie "Ion Andreescu" in Klausenburg.
Er studierte zwischen 1952 und 1958 Malerei und Grafik bei den Professoren Aurel Ciupe und Theodor Harsia. Nach erfolgreichem Abschluss mit dem „Diplom in Arte“ (in Deutschland als D.I.A geführt), blieb er als Assistent von Prof. Ciupe an der Akademie und arbeitete auch einige Jahre im Atelier von Prof. Corneliu Baba in Bukarest.
Ein Stipendium der Kunstakademie "Pietro Vannucci" 1964 in Perugia/Italien gestattete ihm, einen unmittelbaren Dialog mit der freien Europäischen Kunst aufzunehmen. "Eine echte künstlerische Entwicklung war während der Studienjahre in Rumänien fast unmöglich – erzählt der Maler – weil jeder angehende Künstler bedacht war, kein Tabu des wirksamen Sozialistischen Realismus zu verletzen." Wie aus diesem Zitat hervorgeht, war ein Konflikt mit den sozialistisch-realistischen Richtlinien der Akademie schon vorprogrammiert.
So wurde ein vierzig Quadratmeter großes Fresko, von RADU für das Kino Republica in Klausenburg/Rumänien gemalt, aufgrund einer Beschlusses der Kommunistischen Partei über Nacht abgekratzt und abgedeckt – mit der Begründung, das Fresko sei „dekadent“ und „klassenfeindlich“. Kurz darauf, aus Protest, verließ der Maler das Land endgültig.

## Werk
Die weitere Entwicklung des Künstlers in Deutschland wurde durch die ständige Suche nach neuen, künstlerischen Ausdrucksformen begleitet. Die Landschaften von Radu, ob Architektur oder Ruineninterpretationen, ob Wüste oder alpine Strukturen, sind nicht nur menschenleer, sondern in ihrer Kargheit sogar menschenfeindlich. Eine bizarre Fremdartigkeit spiegeln Radus zerklüftete Felsen und erodierte Lavamassen.
Die Technik des Künstlers ist vielseitig und vielschichtig: Es gibt bei ihm so gut wie keine reine Ölmalerei, reines Aquarell, reine Acryl- oder Temperamalerei, sondern vielmehr eine Mischung aus allen Richtungen. Selten werden Pinsel verwendet, eher Messer, Schaber, Rasierklingen, Nadeln, Fräsen, Schablonen, Schleifpapier, Gummirollen, und anschließend auch Airbrush. Druck, Abdruck, Frottage und Accrochage vervollständigen diese umfangreichen Malmittel und "Handwerkzeuge". Die bis zu acht übereinanderliegenden Schichten von Farben, Isolierlack und Firnis bezeichnet Radu als Mischtechnik.
Stilistisch ist Radus Werk schwer – wenn überhaupt – einer Strömung zuzuordnen; aufgrund seiner Vorliebe für Ruinen römischen und griechischen Ursprungs ist man geneigt – oberflächlich – ihn im Schaffens-Universum eines Caspar David Friedrich anzusiedeln, aber die Farbskala, die Vielfältigkeit der technischen Mittel und nicht zuletzt eine immer häufiger auftretende, schwer identifizierbare Angst, die sich in Radus Bildern entdecken lässt – trennt ihn von der klassischen Romantik des 17. Jahrhunderts.
Oberflächlich betrachtet könnte man Radu den Lyrischen Surrealisten zuordnen. Es lassen sich auch einige Elemente aus dem Fundus von Marx Ernst oder Paul Klee ausmachen.
Die Kritiker taten sich mit Radu's Werk relativ schwer: Man hat ihm vorgeworfen, er benütze die häufigen Streifzüge in die Vergangenheit, auf Ruinenfelder und archäologische Ausgrabungsstätten, lediglich als „Refugium“ oder als Ausweichmanöver vor der weitaus zwingenderen Problematik der Gegenwart. Im Laufe der Jahrzehnte aber hatte man – vor allem aus seinen Zyklus „Herabstürzende Monumente“ – ziemlich deutlich umweltkritische Haltungen herausfiltern können. Auch die in den vergangenen Jahrzehnten ständig ergänzte Serie „Venedig / Laguna malata“ – ist eher eine Art Agonie-Protokoll als eine Werbung für das UNESCO-Weltkulturerbe. Radu sieht seine Bilder als diskrete, intensive, aber nicht aggressive Warnungen an die Menschheit.

Sein Motto ist: 

„Der Künstler schneidet die Probleme an – er löst sie nicht“

## Ausstellungen (Auswahl)

### Einzelausstellungen
- 1957 – Ausstellung in Leningrad, Sowjetunion.
- 1958 – Ausstellung in Kiew, Sowjetunion.
- 1958 – Ausstellung in Cluj, Rumänien.
- 1964 – Ausstellung in Perugia, Italien.
- 1966 – Ausstellung in Iassy, Miercurea-Ciuc und Arad, Rumänien.
- 1967 – Große Retrospektive (über 80 Exponate), Klausenburg, Rumänien.
- 1967 – Eine große Wandmalerei, die sich auf eine Breite von 30 m erstreckt  wird zerstört; die kommunistische Führung hatte das Fresko als "bürgerlich-dekadent" bezeichnet (Foyer des Kino “Republica”, in Klausenburg, Rumänien).
- 1968 – Ausstellung im "Haus der Begegnung", München.
- 1968–1974 – Mehrere Einzel -u. Gruppenausstellungen.

Bern (Schweiz), München, Esslingen, Regensburg und Heilbronn.
- 1970 – „Ölmalerei in Mischtechnik und Collagen“, Haus der Begegnung, München.
- 1970 – Ausstellung in der "Galerie pro Arte", München.
- 1971 – Ausstellung der "Siemens Stiftung", München.
- 1972 – Ausstellung in der "Galerie des Atelier-Theaters", Bern (Schweiz).
- Seit 1973 – Teilnahme an den Ausstellungen der Künstlergilde Esslingen in der "Kunstforum Ostdeutsche Galerie", Regensburg.
- 1974 – Ausstellung - Galerie Symposion der Künste, Mannheim.
- 1974 – Ausstellung im Siebenbürgischen Museum, Schloss Horneck.
- 1976 – Ausstellung in der "Galerie No .18", Essen.
- 1977 – Malerei in Mischtechnik, Ausstellung im "Siebenbürgischen Museum" Schloss Horneck/Gundelsheim.
- 1979–1981 – Periodische Ausstellungen in der Antares-Galerie, München.
- 1983 – Ausstellung in der "Galerie Möring", Wiesbaden.
- 1983 – Ausstellung in der Lincoln Gallery, New York, USA.
- 1984 – Jubiläumsausstellung "Die kleine Retrospektive", Galerie im Schlosspavillon Ismaning, München.
- 1986 – Ausstellung in Le Vigan, Frankreich.
- 1988 – Ausstellung - Galerie pro Arte, München.
- 1989–1990 – Ausstellungen in den Räumen der Regierung von Oberbayern, München.
- 1991 – Nach beinah einem Vierteljahrhundert, für die damalige Zeit, eine wichtige, politisch zu deutende Aktion Ausstellung in Klausenburg.
- 1995 – Große Einzelausstellung, mit über 140 Exponaten, Klausenburg.
- 1997 – Ausstellung in dem Nationalmuseum, Klausenburg.
- 1998 – Ausstellung im IHK, Klausenburg.
- 1999 – Ausstellung in der Galerie "Frezia", Dej.
- 2001 – Ausstellung - Brukenthal-Museum, Hermannstadt.
- 2002 – II. Ausstellung - Galerie Frezia, Dej.
- 2003 – Ausstellung “Malerei, Grafik, Mischtechnik”, Nationalmuseum Klausenburg.
- 2005 – Ausstellung "Transfiguration des Realen", Casa Vernescu, Bukarest.
- 2007 – Ausstellung „Laguna Malata I“, Klausenburg.
- 2008 – Ausstellung „Laguna Malata II“, Galerie “Frezia” Dej.
- 2009 – „Personala RADU“, Galerie CASA ARTELOR, Klausenburg.
- 2009 – Gründung der Galerie RADUART, Fürstenfeldbruck.
- 2010 – „Ewig Virtuell. Werke des Malers Radu Maier“, Galerie des Generalkonsulats von Rumänien, München.
- 2010 – Eröffnung der Galerie RADUART und Vernissage RADU, in der Galerie Raduart, in Fürstenfeldbruck. Die Ausstellung beinhaltet ein Querschnitt der Aktivität des Künstlers in der letzten 10 Jahren.
- 2014 – Große Retrospektive, Kunstmuseum, Klausenburg, Rumänien.
- 2017 – Jubiläums-Retrospektive, Galerie des Generalkonsulats von Rumänien, München.
- 2018 – Einzelausstellung "RADUtopia. Radu Maier", Kunstgewölbe, Dinkelsbühl.
- 2019 – Portrait-Ausstellung: „Von Angesicht zu Angesicht. Portraits von und mit RADU Maier“, Fürstenfeldbruck.

### Gruppenausstellungen
- 1962 – Ausstellung Timișoara.
- 1963 – Ausstellung in Bukarest.
- 1975 – Große Kunstausstellung, München
- Seit 1975 nimmt regelmäßig an der Großen Kunstausstellung München teil.
- 1977 – „Landschaften“, Jahresausstellung der Künstlergilde, Ostdeutsche Galerie Regensburg.
- 1978 – Ausstellung „Paris trifft München“, Galerie Antares, München.
- 1979 – Große Kunstausstellung, München
- 1979 – "Acht Künstler stellen aus: Landschaften", Studio-Galerie Frechen.
- 1979 – Ausstellung in der "Galerie Antares", München.
- 1982 – Große Deutsche Kunstausstellung, München.
- 1986 – Ausstellung in der "Galerie im Schlosspavillon" (mit Elisabeth Enders und Silvia Sachse), Ismaning, München.
- 1997 – Ein mal vier. Plastiken und Gemälde von Liane Axinthe, Sandra Dunca, Elena Vlad-Loth, Radu Maier - Ausstellung der Versicherungskammer Bayern und des Berufsverbandes Bildender Künstler München und Oberbayern e. V.
- 2004 – "Der Glaube hat überlebt", Residenz, München.
- 2004 – Ausstellung in den Räumen des Arbeitsministeriums, München.
- 2005 – Ausstellung „Bayern-Venedig“ - Istituto Romeno di Cultura e Ricerca Umanistica, Venedig, Italien.
- 2009 – "Apoziția 40", Galerie des Generalkonsulats von Rumänien, München.
- 2011 – Ausstellung Künstler aus Siebenbürgen - Grenzen, die verbinden in der Galerie Raduart. Elf zeitgenössische Künstler aus Siebenbürgen zeigen in einer gemeinsamen Ausstellung Malerei, Grafik, Objektkunst und Skulpturen.
- 2011 – Ausstellung Galerie Raduart lässt Blumen sprechen! in der  Galerie Raduart in Fürstenfeldbruck.
- 2012 – Ausstellung Künstler aus Siebenbürgen - Grenzen, die verbinden in der  Galerie Raduart. Sieben zeitgenössische Künstler aus Siebenbürgen zeigen in einer gemeinsamen Ausstellung Malerei, Grafik und Skulpturen.

## Bilder

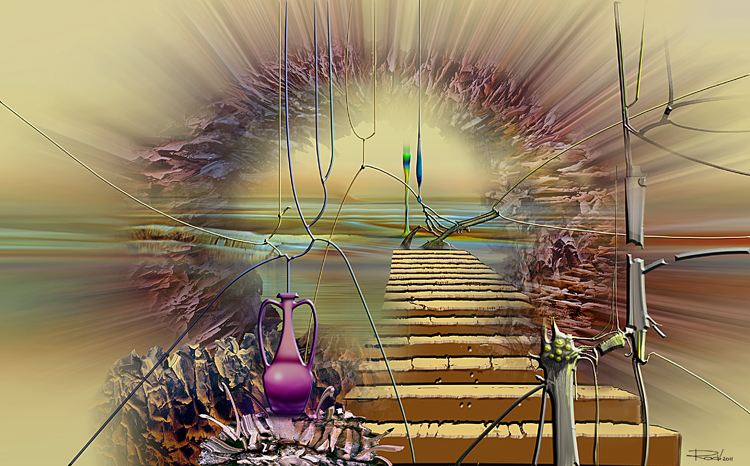
Ad Majorem
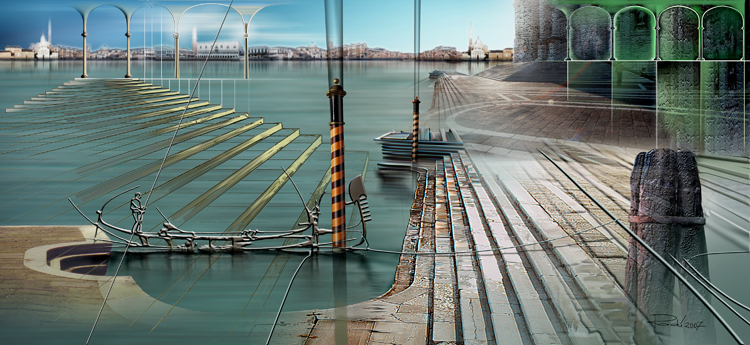
Canale della Giudecca
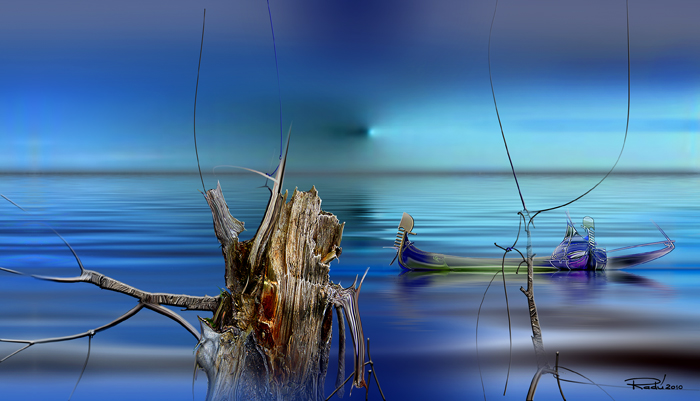
Der Gummi Horizont
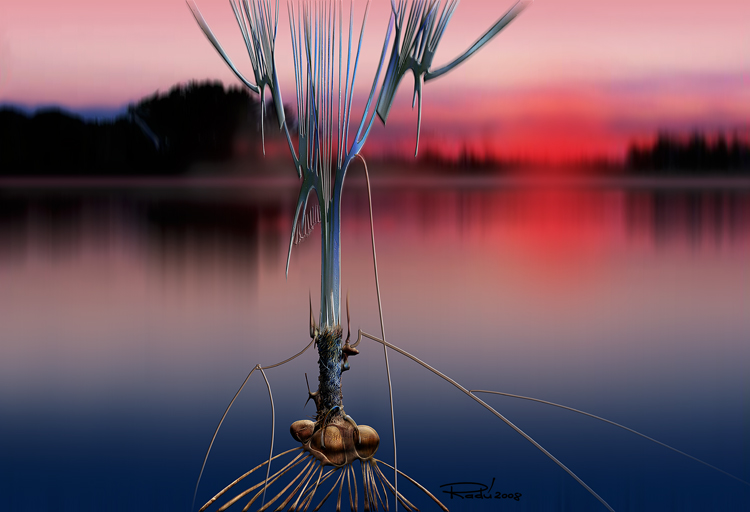
Asfintzit IV
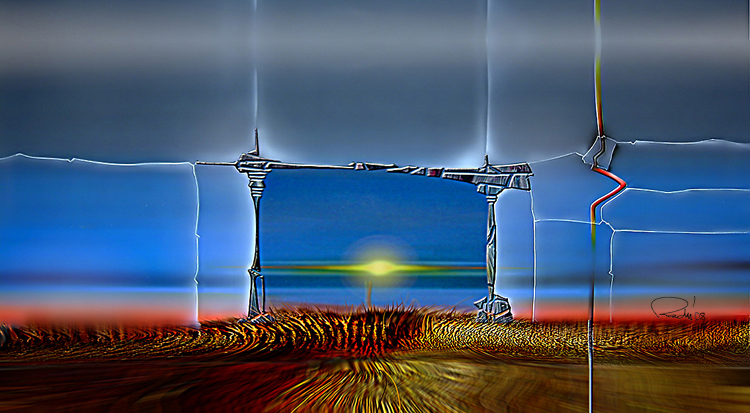
Porta desserto
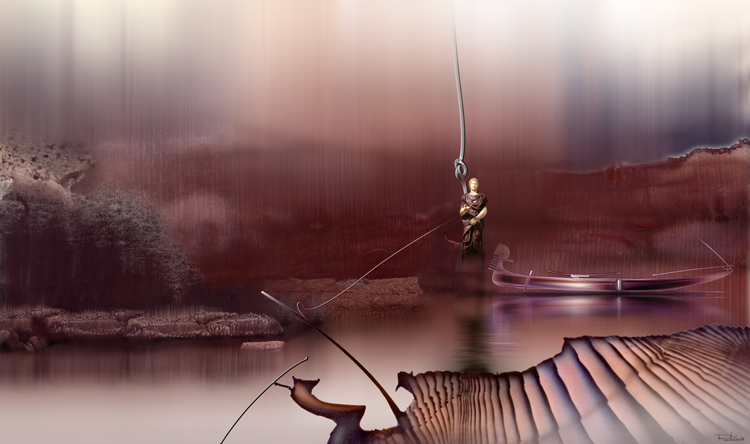
Sind wir-schon soweit?

## Staats- und Privatsammlungen
Ein beträchtlicher Teil der Arbeiten von Radu-Anton Maier befindet sich in Museen, Galerien und Privatsammlungen in Deutschland, Rumänien, Italien, England, Schweden, Österreich, Frankreich, Australien, Brasilien, Ungarn und USA.

## Ehrungen
- 1999 – Auf Grund der künstlerischen Tätigkeit, die sich auf mehr als 30 Jahren erstreckt, wird Radu-Anton Maier zum Ehrenbürger der Stadt Klausenburg ernannt.
- 2000 – Die ASLA Akademie aus Großwardein (Akademie für Wissenschaft, Literatur und Kunst) verleiht Radu-Anton Maier den Großen Preis für Malerei des Jahres 2000.
- 2003 – Radu-Anton Maier wird, ebenfalls von der ASLA Akademie, mit den Orden Kavalier der Künste ausgezeichnet.
- 2014 – Excellence Award des Generalkonsulates von Rumänien, München, Deutschland
- 2016 – Ehrengabe des Kulturpreises des Bundes der Vertriebenen (BDV) Bayern, Marktredwitz, Deutschland
- 2017 – Ehrendiplom des Generalkonsulates von Rumänien in München und der GeFoRum, München, Deutschland

## Publikationen (Auswahl)

### Kritik am Werk (Auswahl)
- Monographie Disziplin - Meditation – Lyrismus - Radu-Anton Maier. Von Titu Popescu, mit Beiträgen von Cornelius R. Zach, Ionel Jianou, Günter Ott, José Fernandez-Rojo und Erich Pfeiffer-Belli, München 1989, ISBN 3-88356-062-6.
- Octavian Barbosa, Dicționarul artiștilor români contemporani. Bukarest, 1976.
- Clujeni ai secolului XX. Dictionar esential, Casa Cartii de Stiinta, Cluj-Napoca, 2000.
- Personalitati clujene (1800–2007). Dictionar, Casa Cartii de Stiinta, Cluj-Napoca, 2007.
- Radus verspätete Warnungen an die Menschheit. in Münchner Merkur, 5, 1981.
- Expozitia jubiliara a pictorului Radu Maier. von Pavel Chihaia, Cuvantul romanesc, Dezember 1984.
- ˈKonkrete Malereiˈ und ˈBio-Visionenˈ. von Gertrud Adams, Auszug aus dem Stadtanzeiger Nr. 83 v. 29, 1985.
- Symbol und Wirklichkeit, Ein Münchner Maler aus Siebenbürgen: R. A. Maier. von Günter Ott, Spiegel
- Das Maluniversum von Radu Anton Maier. von Cornelius R. Zach, in „Südostdeutsche Vierteljahres Blätter“, Sonderdruck aus Folge 1/1985, 34. Jahrgang.
- Transfusionen in der Kunst. von Günter Ott, in Sonderdruck Deutsches Ärzteblatt – ärztliche Mitteilungen, 3. September 1983.
- Adrian M. Darmon: Autour de l'art juif: encyclopédie des peintres, photographes et sculpteurs. Carnot, 2003, ISBN 2-84855-011-2.
- „Radu Maier și legendele unei lumi posibile“, Pavel Chihaia.
- Marele absent și lumina lui lină. Nicolae Florescu.
- Expoziția Radu Maier. von Viorica Gui-Marica, Steaua, 4/1991.
- Un mare artist, Radu Anton Maier. von Dr. Alexandra Rus, Adevărul, 5. November 2003.
- Les artistes roumains en occident. von Ionel Jianou, Gabriele Carp, Ana Maria Covric, Lionel Scantéyé, Paris, 1986.
- Radu Maier se aventurează în lumină. von Dorin Petrișor, Ziarul de Cluj, Mai 1999.
- Julia Huss: Die Wurzeln eines Künstlers. In: Süddeutsche Zeitung (München), 4. Mai 2018.
- Hans Werner Schuster: Zum Bild geronnene Visionen - Airbrush-Gemälde von Radu-Anton Maier in Dinkelsbühl gezeigt. In: Siebenbürgische Zeitung (München), 12. Juni 2018.
- Claus Stephani: Von Angesicht zu Angesicht. Am Rande einer Porträtausstellung von Radu Anton Maier. In: Allgemeine Deutsche Zeitung für Rumänien (Bukarest),  27. Jg., Nr. 6622, 14. Juni 2019, S. 7.[3]

### Interviews (Auswahl)
- Verwurzelt – Entwurzelt. Claus Stephani im Gespräch mit dem deutsch-rumänischen Maler und Grafiker Radu-Anton Maier. In: Allgemeine Deutsche Zeitung für Rumänien (Bukarest), 27. November 2017.[4]
- Radu Anton Maier, Ars Poetica. Tribuna, 1/15. November 2009.
- Țara în care m-am născut a fost și este pentru mine o oază. Teil I und II, Interview von Svetlana Teleucă, Luceafarul.
- Înțelept și resemnat - sau resemnat din / prin înțelepciune. Interview von Svetlana Teleucă, Revista UNU, Nr. 1–2 (155–156), Januar–Februar 2003.
- La Cluj sunt omul din Vest, iar în Germania sunt încă „exotic“. Interview mit Radu Anton Maier, Mesagerul transilvan, Mai 1999.
- Cu Radu Maier despre o anume necesară <deformare> a realității. Interview von Nicolae Florescu, Jurnalul literar, September 1994.
- Accente - Radu Anton Maier. Jurnalul literar, septembrie 1994.